# Andres Oper
Andres Oper (født 7. november 1977 i Tallinn) er en estisk tidligere professionel fodboldspiller. Derudover spillede han for det estiske landshold.
Oper spillede i AaB fra 1999 til 2003, hvor han opnåede stor popularitet gennem 135 kampe og 31 mål.